# Ізраїль на Євробаченні Юних Музикантів
Ізраїль брав участь у Євробаченні Юних Музикантів, що проводиться кожні два роки, двічі з моменту свого дебюту в 1986 році. На сьогоднішній день країні жодного разу не вдалося вийти у фінал.

## Учасники
Умовні позначення
     Переможець
     Друге місце
     Третє місце
     Не пройшла до фіналу
     Участь скасовано
     Не брала участі
| Рік                              | Місце проведення | Учасник           | Інструмент | Фінал                      | Півфінал |
| -------------------------------- | ---------------- | ----------------- | ---------- | -------------------------- | -------- |
| 1986                             | Копенгаген       | Шира Равін        | Скрипка    | Не вдалося кваліфікуватися | -        |
| Не брав участі в 1988-2016 роках |                  |                   |            |                            |          |
| 2018                             | Единбург         | Тамір Нааман-Пері | Віолончель | Не вдалося кваліфікуватися | -        |
| Не брав участі в 2020-2024 роках |                  |                   |            |                            |          |